# Franz Jürgen Soltau
Franz Jürgen Soltau (* 27. August 1847 in Flensburg; † 30. April 1911 in Ratzeburg) war ein deutscher evangelisch-lutherischer Pastor und Lauenburgischer Superintendent mit Sitz in Ratzeburg von 1887 bis 1911.

## Beruflicher Werdegang
Nach seiner Ordination 1872 war Soltau zunächst Prädikant und ab 1873 Pastor in Toestrup (Angeln). Von 1880 bis 1887 bekleidete er das Amt des Propstes von Südangeln, bevor er am 4. Februar 1887 als Hauptpastor an St. Petri nach Ratzeburg ging.
Kurz darauf, am 27. Februar 1887, wurde er zum Superintendenten für Lauenburg ernannt und bekleidete dieses Amt bis zu seinem Tod 1911. In seine Amtszeit fiel 1887 die Beendigung des Kulturkampfes und damit der endgültige Übergang der Schulaufsicht von der Kirche an den Staat.